# Mazzabubù... Quante corna stanno quaggiù?
Mazzabubù... Quante corna stanno quaggiù? è un film italiano del 1971 diretto da Mariano Laurenti.
La struttura del film è composta da tre episodi principali, intervallati da alcuni brevi sketch.

## Trama
Un tifoso di mezza età sta assistendo a una partita di calcio allo stadio. L'uomo si scaglia contro l'arbitro dandogli del cornuto, non accorgendosi che la sua bella moglie sta baciando un altro tifoso. Uno spettatore assiste alla scena e gli fa notare la cosa. Egli, per niente sorpreso, risponde che è meglio così, perché se fosse rimasta a casa con colui che sta baciando ci sarebbe andata a letto.
Un professore spiega che l'adulterio è inevitabile fin dalla nascita, mostrando un neonato che piange, in quanto già consapevole di essere un futuro cornuto. Inizia così il racconto di alcuni casi celebri che hanno segnato la storia, la mitologia e le tradizioni dei popoli fino ai giorni nostri.
Un uomo viene arrestato. Qualcuno afferma che egli aveva riempito di botte la moglie dopo averne scoperto il tradimento. In realtà si scopre che ad essere pestata è stata l'amante sorpresa con un altro uomo. In più, solo dopo quanto accaduto, i coniugi traditi vengono a conoscenza delle rispettive tresche.
I due amici siciliani Franco Bello e Ciccio Merendino cercano un consiglio per salvare i loro matrimoni in crisi, messi in pericolo dall'entrata in vigore della legge sul divorzio cui sono contrari. Vengono loro proposte molte soluzioni stravaganti, tra cui lo scambio di coppia. Nessuno dei quattro coniugi è pronto ad una simile trasgressione.
Un uomo scopre il tradimento della moglie con il suo migliore amico proprio mentre sono a letto. Invece di dare in escandescenze, l'uomo spiega all'amico quanto sia doloroso per lui il suo tradimento, più di quello della moglie. I due amanti, però, continuano le loro attività amatorie imperterriti sotto ai suoi occhi.
Un critico d'arte sospetta che la moglie Carla sia stata oggetto di ispirazione di un quadro astratto; per verificare la cosa la obbliga a congiungersi con l'autore del dipinto.
La moglie di un eschimese viene rimproverata dal marito perché in sua assenza non si è concessa ad un viandante ospitato nell'iglù.
Un piazzista di enciclopedie porta a porta usa l'arma della seduzione pur di venderle. Tra le sue vittime la bella moglie di un ingenuo pizzicagnolo.
Minosse si convince dell'infedeltà di Pasifae fin dalla nascita del Minotauro.
La lontananza delle mogli, e il timore della loro infedeltà, induce i soldati del re spartano Menelao a disertare la guerra contro Troia.
Il crociato Agilulfo, prima di partire, consegna la chiave per la cintura di castità della moglie all'amico Boemondo, ordinandogli di usarla se dopo tre anni non fosse tornato, ma dopo poche miglia quest'ultimo lo raggiunge per dirgli che ha ricevuto la chiave sbagliata.
Durante il viaggio di nozze, il bolognese Lucio, dubitando della verginità della moglie Emma, litiga con lei e l'abbandona da sola in albergo. Girovagando per la città, tenta invano di consolarsi con una prostituta che, compreso il suo problema, lo convince a tornare dalla moglie. Lei, nel frattempo, sola e disperata, la verginità l'ha persa davvero, cedendo alle lusinghe dell'albergatore.
Il commendator Bordiga convince Bepi, un contadino veneto trapiantato in Brianza, a vendergli il suo sperma perché vorrebbe avere un figlio ma pensa di essere sterile, ignorando che in realtà è la moglie a prendere la pillola anticoncezionale e a tradirlo con il medico che ha fatto la diagnosi.